# Pett Bottom
Pett Bottom est une localité du comté du Kent, en Angleterre.
Dans On ne vit que deux fois de Ian Fleming, on apprend que James Bond y a vécu après la mort accidentelle de ses parents.